# Suisse aux Jeux mondiaux de 2022
La Suisse participe pour la onzième fois aux Jeux mondiaux lors des Jeux mondiaux de 2022 à Birmingham aux États-Unis.

## Médailles
| Sport                              | Discipline       | Sportifs | Date            |
| Médailles d'or : 5                 |                  | |                 |
| Tir à la corde                     | Hommes (640 kg)  | Martin Arnold Thomas Arnold Walter Bernhard Robin Burch Ueli Christen Samuel Grani Ruedi Odermatt Fabian Rolli Emanuel Zumbuhl Johannes Zumbuhl                     | 14 juillet 2022 |
| Course d'orientation               | Sprint           | Simona Aebersold | 15 juillet 2022 |
| Course d'orientation               | Moyenne distance | Simona Aebersold | 16 juillet 2022 |
| Escalade                           | Difficulté       | Sascha Lehmann | 16 juillet 2022 |
| Course d'orientation               | Relais mixte     | Simona Aebersold Joey Hadorn Matthias Kyburz Elena Roos | 17 juillet 2022 |
| Médailles d'argent : 4             |                  | |                 |
| Danse sportive                     | Rock 'n' Roll    | Noëmi Kuran-Pellegatta Nicolas Kuran-Pellegatta | 9 juillet 2022  |
| Fistball                           | Tournoi masculin | Tim Egolf Joel Fehr Nicolas Fehr Luca Fluckiger Leon Heitz Silvan Jung Ueli Rebsamen Raphael Schlattinger Cedric Steinbauer Rico Strassmann                         | 14 juillet 2022 |
| Fistball                           | Tournoi féminin  | Tanja Bognar Jamie Bucher Noemi Egolf Fabienne Frischknecht Rahel Hess Adela Lang Sarina Mattle Sara Peterhans Seraina Schenker Mirjam Schlattinger                 | 14 juillet 2022 |
| Course d'orientation               | Moyenne distance | Matthias Kyburz | 16 juillet 2022 |
| Médailles de bronze : 3            |                  | |                 |
| Course d'orientation               | Sprint           | Elena Roos | 15 juillet 2022 |
| Tir à la corde                     | Femmes (540 kg)  | Stephanie Arnet Elena Beier Petra Kaslin Michaela Koch Stefanie Rita Ott Jasmin Villiger Melanie Villiger Sarah Villiger Brigitte Regula Ziegler Erika Sara Zumbuhl | 15 juillet 2022 |
| Ju-jitsu aux Jeux mondiaux de 2022 | Duo mixte        | Sofia Sokl Thomas Schönenberger | 16 juillet 2022 |

## Épreuves

### Course d'orientation
La fédération suisse de course d'orientation, Swiss Orienteering, sélectionne trois athlètes masculins Joey Hadorn, Martin Hubmann et Matthias Kyburz ainsi que deux femmes Simona Aebersold et Elena Roos. Riccardo Rancan et Martina Ruch sont désignés remplaçants. À la suite de la blessure de Martin Hubmann, Riccardo Rancan est appelé pour le remplacer.
| Athlète         | Sprint      | Sprint |             | Moyenne distance | Moyenne distance |
| Athlète         | Temps       | Rang   | Temps       | Rang             |                  |
| --------------- | ----------- | ------ | ----------- | ---------------- | ---------------- |
| Joey Hadorn     | 14 min 33 s | 6e     | 36 min 58 s | 6e               |                  |
| Matthias Kyburz | 14 min 32 s | 4e     | 33 min 52 s |                  |                  |
| Riccardo Rancan | 15 min 14 s | 13e    | 39 min 57 s | 15e              |                  |

| Athlète          | Sprint      | Sprint |             | Moyenne distance | Moyenne distance |
| Athlète          | Temps       | Rang   | Temps       | Rang             |                  |
| ---------------- | ----------- | ------ | ----------- | ---------------- | ---------------- |
| Simona Aebersold | 14 min 52 s |        | 35 min 12 s |                  |                  |
| Elena Roos       | 15 min 21 s |        | 41 min 27 s | 7e               |                  |

| Athlète                                                 | Épreuve      | Temps                                                     | Rang |
| ------------------------------------------------------- | ------------ | --------------------------------------------------------- | ---- |
| Simona Aebersold Joey Hadorn Matthias Kyburz Elena Roos | Relais mixte | 46 min 2 s 11 min 58 s 11 min 18 s 11 min 8 s 11 min 38 s |      |

### Danse sportive
| Athlètes                                        | Qualification | Qualification | Qualification | Qualification | Qualification | Demi-finale | Demi-finale | Demi-finale | Demi-finale | Demi-finale | Finale   | Finale     | Finale | Finale   | Finale      | Finale |
| Athlètes                                        | Acrobaties    | Danse         | Pénalité      | Score total   | Rang          | Acrobaties  | Danse       | Pénalité    | Score total | Rang        | Footwork | Acrobaties | Danse  | Pénalité | Score total | Rang   |
| ----------------------------------------------- | ------------- | ------------- | ------------- | ------------- | ------------- | ----------- | ----------- | ----------- | ----------- | ----------- | -------- | ---------- | ------ | -------- | ----------- | ------ |
| Noëmi Kuran-Pellegatta Nicolas Kuran-Pellegatta | 27,19         | 41,06         | 0,00          | 68,25         | 4e Q          | 40,17       | 53,21       | 0,00        | 93,38       | 3e Q        | 22,29    | 55,36      | 21,30  | 0,00     | 98,95       |        |

Légende : Q – Qualifié pour la phase suivante.

### Duathlon
Athlètes retenus : Valentin Gutknecht, Michael Ott, Andrea Alagona, Anna Zehnder et Melanie Maurer.

### Fistball
La Suisse est qualifiée tant pour le tournoi masculin que féminin.

#### Tournoi masculin
Les membres de l'équipe sont : Raphael Schlattinger, Ueli Rebsamen, Joël Fehr, Tim Egolf, Rico Strassmann, Silvan Jung, Nicolas Fehr, Leon Heitz, Cedric Steinbauer et Luca Flückiger. Marcel Haltiner et Lukas Berger sont de piquet.

#### Tournoi féminin
Les membres de l'équipe sont : Tanja Bognar, Sara Peterhans, Adéla Lang, Jamie Bucher, Noëmi Egolf, Rahel Hess, Fabienne Frischknecht, Seraina Schenker, Mirjam Schlattinger et Sarina Mattley. Corinne Stäheli et Arina Meister sont de piquet.

### Rugby-fauteuil
La Suisse est qualifiée en low-point.

### Ski nautique et wakeboard
Athlètes retenus : Benjamin Stadlbaur (ski nautique catégorie slalom) et Jamie Huser (wakeboard).

### Tir à la corde
La Suisse est qualifiée dans les trois catégories : Hommes (640 kg), femmes (540 kg) et mixte (580 kg).

#### Hommes 640kg
Les sélectionnés sont : Martin Arnold, Thomas Arnold, Robin Burch, Samuel Gräni, Ruedi Odermatt, Fabian Rölli, Emanuel Zumbühl et Johannes Zumbühl. Les entraîneurs sont : Walter Bernhard et Ueli Christen.

#### Femmes 540kg
Les sélectionnées sont : Elena Beier, Petra Käslin, Michaela Koch, Stefanie Ott, Jasmin Villiger, Melanie Villiger, Sahra Villiger, Brigitte Ziegler et Erika Zumbühl. Les entraîneurs sont : Roland Peter ete Jürg Rogenmoser.

#### Mixte 580kg
Les sélectionnés sont : Kai Burch, Robin Burch, Marco Hess, Petra Käslin, Michaela Koch, Melanie Villiger, Sarah Villiger et Brigitte Ziegler, Christian Zumbühl et Erika Zumbühl. Les entraîneurs sont : Armin Burch et Samuel Gräni.

### Unihockey
Seul un tournoi masculin a lieu. La Suisse est dans le groupe A avec la Suède, la Lettonie et la Thaïlande.

#### Effectif
| No    | Nom                  | Position  | Club                           |
| ----- | -------------------- | --------- | ------------------------------ |
| +030, | Pascal Meier         | Gardien   | HC Rychenberg Winterthour (de) |
| +067, | Christoph Reich      | Gardien   | Coire Unihockey (de)           |
| +002, | Nicola Bischofberger | Défenseur | HC Rychenberg Winterthour      |
| +004, | Nils Conrad          | Défenseur | HC Rychenberg Winterthour      |
| +033, | Luca Graf            | Défenseur | Floorball Köniz                |
| +071, | Jan Bürki            | Défenseur | FBC Kalmarsund (de)            |
| +007, | Tobias Heller        | Attaquant | GC Unihockey                   |
| +011, | Manuel Maurer        | Attaquant | Växjö IBK (de)                 |
| +021, | Paolo Riedi          | Attaquant | GC Unihockey                   |
| +040, | Noël Seiler          | Attaquant | GC Unihockey                   |
| +050, | Patrick Mendelin     | Attaquant | Unihockey Bâle Région (de)     |
| +061, | Jan Zaugg            | Attaquant | Floorball Köniz                |
| +066, | Tim Braillard        | Attaquant | UHC Alligator Malans (de)      |
| +097, | Michael Schiess      | Attaquant | UHC Waldkirch-Saint-Gall (de)  |

Entraîneur : David Jansson

#### Phase de groupes
| Cla | Équipes   | Pts | J | G | N | P | PP | PC | Diff |
| --- | --------- | --- | - | - | - | - | -- | -- | ---- |
| 1   | Suède     | 5   | 3 | 2 | 1 | 0 | 29 | 7  | 22   |
| 2   | Lettonie  | 5   | 3 | 2 | 1 | 0 | 27 | 13 | 14   |
| 3   | Suisse    | 2   | 3 | 1 | 0 | 2 | 15 | 12 | 3    |
| 4   | Thaïlande | 0   | 3 | 0 | 0 | 3 | 6  | 45 | -39  |

- Équipe qualifiée pour les demi-finales
- Équipe qualifiée pour la finale pour la 5e place
- Équipe qualifiée pour la finale pour la 7e place

| 8 juillet 2022 à 16h00 | Suisse | 10-3 (4-0, 2-2, 4-1) | Thaïlande | 247 spectateurs |

| Feuille de match | Feuille de match | Feuille de match | Feuille de match | Feuille de match |
| ---------------- | ---------------- | ---------------- | ---------------- | ---------------- |
|                  |                  |                  |                  |                  |
|                  |                  |                  |                  |                  |
|                  |                  |                  |                  |                  |
|                  |                  |                  |                  |                  |

| 8 juillet 2022 à 16h00 | Suisse | 5-6 (2-2, 2-2, 1-2) | Lettonie | 603 spectateurs |

| Feuille de match | Feuille de match | Feuille de match | Feuille de match | Feuille de match |
| ---------------- | ---------------- | ---------------- | ---------------- | ---------------- |
|                  |                  |                  |                  |                  |
|                  |                  |                  |                  |                  |
|                  |                  |                  |                  |                  |
|                  |                  |                  |                  |                  |

| 10 juillet 2022 à 12h30 | Suisse | 0-3 (0-2, 0-1, 0-0) | Suède | 281 spectateurs |

| Feuille de match | Feuille de match | Feuille de match | Feuille de match | Feuille de match |
| ---------------- | ---------------- | ---------------- | ---------------- | ---------------- |
|                  |                  |                  |                  |                  |
|                  |                  |                  |                  |                  |
|                  |                  |                  |                  |                  |
|                  |                  |                  |                  |                  |

#### Match pour la cinquième place
| 11 juillet 2022 à 17h45 | Suisse | 12-1 (2-1, 0-0, 10-0) | Canada | 112 spectateurs |

| Feuille de match | Feuille de match | Feuille de match | Feuille de match | Feuille de match |
| ---------------- | ---------------- | ---------------- | ---------------- | ---------------- |
|                  |                  |                  |                  |                  |
|                  |                  |                  |                  |                  |
|                  |                  |                  |                  |                  |
|                  |                  |                  |                  |                  |

### Wushu
Athlète retenu : Benjamin Alexander Müller.